# Jonas Žemaitis-Vytautas
Jonas Žemaitis-Vytautas, né le 15 mars 1909 à Palanga et mort le 26 novembre 1954 à Moscou, est un général lituanien. Il fut un des derniers chefs des partisans lituaniens qui luttèrent contre l'occupation soviétique.
De par son combat dans la résistance anti-soviétique et sa personnalité il est considéré comme l'un des représentants les plus éminents du patriotisme lituanien.

## Biographie
Il commence ses études en 1926 à l'école militaire de Kaunas puis entre 1936 et 1938 il étudie en France à l'École d'application de l'artillerie de Fontainebleau. Il finit ses études avec le grade de capitaine.
À la suite de l'invasion soviétique, il rejoint en avril 1945 l’armée de libération lituanienne (lt) (Lietuvos laisvės armija). Durant l’été 1945, Žemaitis devient chef d’état-major de la division Zebenskis et prend alors le pseudonyme de Vytautas. En mai 1946, il devient commandant du district militaire Kęstutis.
En février 1949, le Mouvement de lutte pour la libération de la Lituanie (Lietuvos Laisvės Kovų Sajūdis) qui réunit les différents groupes de partisans, est fondé. Jonas Žemaitis en est nommé chef du Présidium et devient ainsi le commandant suprême de la résistance pour toute la Lituanie, avec le grade de général.
En décembre 1951, il est paralysé à la suite d'une hémorragie cérébrale et vit caché dans un bunker. Le 30 mai 1953, à la suite d’une trahison, les Soviétiques découvrent le refuge où il se cachait. Žemaitis est transféré à Moscou où il est exécuté le 26 novembre 1954 dans la prison de la Boutyrka.

## Hommages
Le 20 novembre 1998, l'Académie militaire de Lituanie est rebaptisée Académie militaire général Jonas Žemaitis (en).
Le 12 mars 2009, considérant que Jonas Žemaitis fut le représentant de l’autorité lituanienne entre le 16 février 1949 et sa mort, le Parlement lituanien l'a officiellement nommé 4e président de la république de Lituanie.